# Use Somebody
"Use Somebody" é o segundo single do álbum Only by the Night da banda americana de rock Kings of Leon, lançado em 8 de dezembro de 2008. A canção foi tocada com exclusividade pela primeira vez no MySpace da banda em 4 de novembro de 2008. A canção foi a que melhor se posicionou nas paradas mundias. O single ja vendeu mais de 700 mil cópias somente na Inglaterra.
Nos EUA, "Use Somebody" chegou a primeira posição na Billboard Hot Modern Rock Tracks. O single também alcançou a primeira posição na Adult Top 40 Chart e ficou na posição n° 4 na Hot 100. "Use Somebody" ja foi baixado 2,009,823 da internet nos Estados Unidos e chegou a posição n° 2 no iTunes Top 100 Chart, com 132,458 downloads na primeira semana.
O single ficou muito tempo nas radios na escandinávia, principalmenta na Finlândia e na Suécia, assim como na República da Irlanda, no Reino Unido e na Austrália, onde foi a mais tocada por mais de seis semanas.
No Brasil, a canção integrou a trilha sonora internacional da novela "Caminho das Índias", exibida em 2009 pela TV Globo.

## Recepção crítica
Uma das criticas à música foi feita no website da Digital Spy, com o "estilo de voz Springsteen-seu tradicional "oooah-woooah", junto com uma guitarra pesada, contando ainda com o vocal de Caleb Followill, a canção é tão boa quanto o single anterior, 'Sex on Fire'."

## Listas de faixas
| CD single |                                         |         |  |
| N.º       | Título                                  | Duração |  |
| 1.        | "Use Somebody"                          | 3:51    |  |
| 2.        | "Knocked Up" (Lykke Li vs. Rodeo Remix) | 5:34    |  |

| EP exclusivo do iTunes |                                         |         |  |
| N.º                    | Título                                  | Duração |  |
| 1.                     | "Use Somebody"                          | 3:51    |  |
| 2.                     | "Knocked Up" (Lykke Li vs. Rodeo Remix) | 5:54    |  |
| 3.                     | "Frontier City"                         | 3:36    |  |
| 4.                     | "The Bucket" (CSS Remix)                | 3:43    |  |

## Posição nas paradas
| Paradas (2008/2009)                       | Melhor posição |
| ----------------------------------------- | -------------- |
| Singles Chart da Austrália                | 2              |
| Austrian Singles Chart                    | 12             |
| Ultratop 50 Singles (Flanders) da Bélgica | 1              |
| Ultratop 50 Singles (Wallonia) da Bélgica | 19             |
| Canadian Hot 100                          | 8              |
| Singles Chart da Dinamarca                | 9              |
| Top 40 da Holanda                         | 11             |
| Singles Chart da Alemanha                 | 9              |
| Singles Chart da Irlanda                  | 6              |
| Singles Chart da Noruega                  | 5              |
| Singles Chart da Nova Zelândia            | 5              |
| Singles Chart da Polônia                  | 1              |
| Singles Chart da Suécia                   | 7              |
| Singles Chart da Suíça                    | 9              |
| UK Singles Chart                          | 2              |
| EUA Billboard Hot 100                     | 4              |
| EUA Billboard Alternative Songs           | 1              |
| EUA Billboard Rock Songs                  | 2              |
| EUA Billboard Pop Songs                   | 3              |
| EUA Billboard Adult Top 40                | 1              |

### Certificações
| País           | Certificação | Vendas     |
| -------------- | ------------ | ---------- |
| Austrália      | 2× Platina   | 140,000+   |
| Nova Zelândia  | Platina      | 15,000+    |
| Estados Unidos | Platina      | 1,000,000+ |
| Reino Unido    | Platina      | 681,000+   |

## Reinterpretações
- A banda americana Paramore e a banda britânica Bat For Lashes fizeram um cover da canção para o programa Live Lounge da BBC Radio 1.
- Em Dark Horse Tour, Nickelback fez um cover ao vivo da canção e o guitarrista Ryan Peake cantou ao invés do vocalista Chad Kroeger.
- VV Brown e Friendly Fires também fizeram uma versão cover da música
- A banda emocore brasileira NX Zero fez uma versão cover para o programa da Multishow, Circo do Edgard;
- O ex-participante do programa American Idol, Brooke White, fez um cover da música para o seu segundo álbum, High Hopes & Heartbreak.

### Versão de Pixie Lott

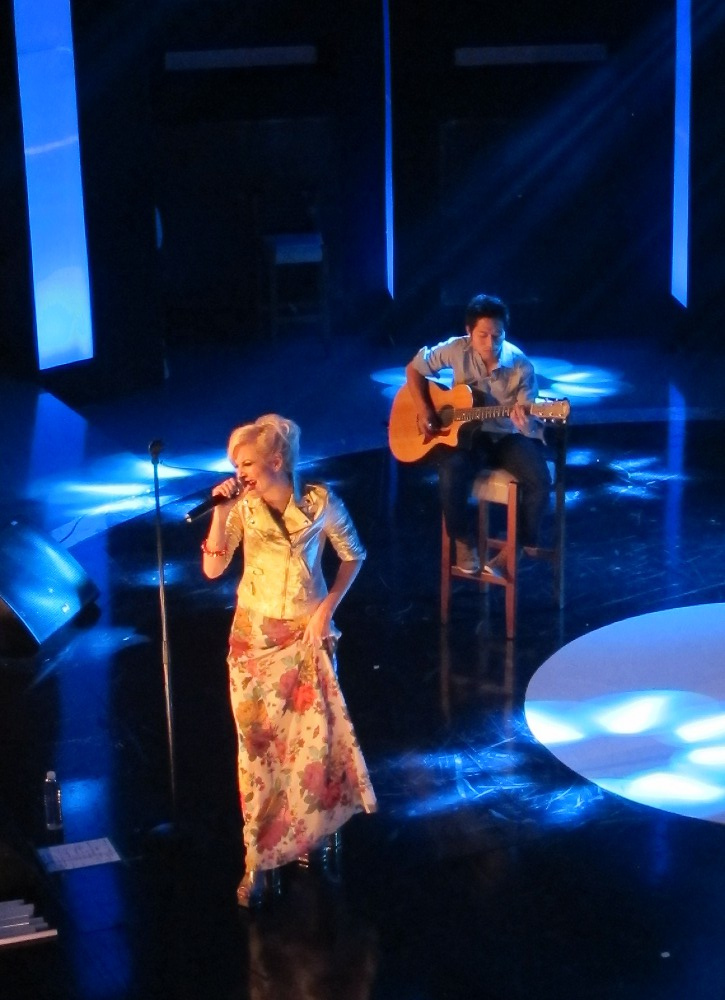
Lott cantando "Use Somebody" na Young Foolish Happy Tour (2012) em Kuala Lumpur, Malásia, com a participação do músico local Ray Cheong, que tocou violão na ocasião.

"Use Somebody" foi interpretada pela cantora inglesa Pixie Lott em uma versão acústica em 2009. Sua gravação ficou a cargo de Mark Bishop e o violão acompanhante foi tocado por Al Shux. Foi incluída como o lado B da edição digital do single de estreia da artista, "Mama Do (Uh Oh, Uh Oh)", em 4 de junho de 2009. Devido a fortes downloads digitais deste lançamento, a regravação da artista entrou na tabela britânica de canções mais vendidas, a UK Singles Chart, no número 52 com 4.409 cópias vendidas. "Use Somebody" foi incluída no relançamento do álbum de estreia de Lott, Turn It Up Louder, em 2010 e voltou à lista do Reino Unido com um desempenho melhor ao alcançar sua 41.ª posição. Sua trajetória de vendas passou pela Irlanda, onde ficou no décimo nono lugar da sua compilação, a Irish Singles Chart. Sua repercussão expandiu-se pela Europa com sua entrada na classificação continental European Hot 100 Singles, na qual atingiu a 94.ª colocação.
Um vídeo da cantora executando sua edição da composição em estúdio foi também divulgado. Lott fez apresentações ao vivo de "Use Somebody" em severas ocasiões. Em fevereiro de 2010, ela cantou a faixa no programa televisivo Dancing on Ice. Em 13 de novembro seguinte, a rede de televisão Independent Television (ITV) transmitiu um concerto da artista gravado em um palco para o especial One Night Stand with Pixie Lott, no qual ela executou composições do seu primeiro disco, dentre outras reinterpretações como "Use Somebody". Na primeira turnê musical da intérprete, a Crazy Cats Tour (2010), a canção foi tocada em sua versão acústica e da mesma forma na sua segunda, a Young Foolish Happy Tour (2012), quando Lott cantou a obra em Kuala Lumpur, Malásia, acompanhada do músico local Ray Cheong, que manejou um violão na ocasião. Nos Jogos Olímpicos de Londres 2012, a inglesa interpretou "Use Somebody" e "Kiss the Stars" antes da competição final da equipe masculina britânica de ginástica, realizada na North Greenwich Arena no dia 30 de julho.